# Krátkodobá půjčka
Krátkodobá půjčka či krátkodobý úvěr (někdy též rychlá půjčka, sms půjčka či finská půjčka) je neúčelová krátkodobá finanční zápůjčka. Zpravidla ji neposkytují banky (nebankovní půjčka) a nepředstavuje velký finanční obnos (tzv. mikropůjčka). Ve většině případech je splatná max. do 30 dnů. Její úrok a roční procentní sazba nákladů (RPSN) je většinou mnohem vyšší než u dlouhodobých bankovních úvěrů a při prodloužení splatnosti je zatížena poměrně vysokými poplatky. Vysoké jsou také pokuty za nezaplacení v termínu. Roční procentní sazba nákladů (RPSN) proto vychází velice nevýhodně (v řádech stovek až desetitisíců procent).

## Nevýhody
Hlavní nevýhodou těchto půjček je bezesporu vysoké RPSN a velmi vysoké úroky. Ty jsou v porovnání s klasickými bankovními půjčkami až mnohonásobně vyšší, proto by taková půjčka měla být pouze nouzovým řešením. Velkým negativem jsou i vysoké pokuty za nedodržení termínu splatnosti nebo vysoké poplatky za jeho včasné prodloužení. Kvůli nim se může výsledná splátka vyšplhat až na několikanásobek vypůjčené částky. Jedinec tak velmi snadno může spadnout do tzv. dluhových pastí. Mnohdy právě o to některým neseriózním společnostem jde, a proto je nutné je prověřovat. Rizikové jsou i rozhodčí doložky ve smlouvě – v případě sporu výsledek určí rozhodčí, který může stranit poskytovateli půjčky. Objektivnější a bezpečnější je pro klienta rozhodování příslušného nezávislého soudu.
Legislativa spojená s krátkodobou půjčkou se liší zem od země a mnohdy i mezi státy, provinciemi či kantony jedné federace. Aby se zabránilo lichvě (přehnaná úroková sazba), některé jurisdikce omezují RPSN, které může účtovat poskytovatel veškerých půjček, včetně těch krátkodových. V některých zemích jsou tyto půjčky kompletně zakázané. 
Etická ospravedlnost krátkodobých půjček je velmi sporná. Jeden z argumentů pro tak vysoké RPSN zní, že zprostředkovatelé těchto půjček nesou větší rizika. Další argumentace dokládá, že při konvenční úrokové sazbě by poplatky nepokryly ani náklady na zpracování půjčky. Například při půjčce 1000 Kč na týden s 20 % RPSN (rozpočítáno na týden) činí poplatek pouhých 3,8 Kč. To dokládá také výsledek studie FDIC Centra pro finanční výzkum, který ukazuje, že zálohové poplatky jsou adekvátní k fixním provozním nákladům a neobvykle vysoké úrovni ztrát. Krátkodobá půjčka tedy nemusí být nutně zdrojem enormních zisků. Bez krátkodobých půjček by navíc byli zákazníci, jež již vyčerpali všechny ostatní varianty, nuceni sáhnout po ilegálních a mnohem rizikovějších zdrojích. Ani spojitost mezi krátkodobými půjčkami a dluhovými pastmi nebyla zcela potvrzena. Jiné studie však tyto závěry dementují. Krátkodobé půjčky nejsou spojené s většími riziky než dlouhodobé úvěry, jak potvrzuje i Komise Spojených států amerických pro cenné papíry a burzu. Tyto studie zpochybnily také spojitost mezi neexistencí krátkodobých půjček a bujení lichvy. Dále ukázaly, že průměrné ceny krátkodobých půjček rostou, což je umožněno tichou dohodou všech zúčastněných. Krátkodobé půjčky jsou dle nich projevem selhání trhu. Jejich ceny se totiž nemění v závislosti na přirozené poptávce. Jsou využívány zejména v případě nouze, což zprostředkovatelům umožňuje, aby stanovili úroky až u stropu daného místním zákonem.

## Výhody
Největší výhodou krátkodobých půjček je obvykle rychlost jejich sjednání a skutečnost, že jsou poskytovány také lidem, kteří nemají na obvyklé půjčky nárok – nejsou schopni doložit příjmy, jsou zapsáni v registru dlužníků atd. S rychlostí získání se pojí i snadnost jejich sjednání. Není potřeba navštěvovat banku. K vyřízení běžně dostačuje připojení k internetu – skrze webové stránky úvěrové společnosti - nebo telefon (občas pouze sms zpráva z mobilu). Nemalou výhodou je i častá možnost upravit čerpání a splácení dle individuálních potřeb.  

## Krátkodobá půjčka v jednotlivých zemích

### Austrálie
V roce 2013 parlament zpřísnil regulace krátkodobých půjček a uložil strop RPSN 48 % pro všechny zprostředkovatele úvěrových smluv (včetně všech poplatků a tax). V Austrálii není povinnosti uvádět RPSN.

### Kanada
Krátkodobé půjčky jsou v Kanadě regulovány zákony jednotlivých provincií. Všechny provincie, kromě Newfoundlandu a Labradoru, takové zákony přijaly. Například Ontario ustanovilo strop RPSN na 14 299 % (poplatek 21$ za půjčku $100 na dva týdny).

### UK
V UK nejsou krátkodobé půjčky jakkoliv omezené, ale je vždy nutné uvést RPSN.

### Spojené státy americké
Krátkodobá půjčka je legální ve 27 státech a v dalších devíti je povolena nějaká forma krátkodobých půjček s omezením. Zbývajících 14 států a obvod Columbie tyto praktiky zakazují. Strop je většinou stanoven mezi 36 % a 40 % RPSN. Podle vypracovaných studií lze v Americe nejčastější zájemce o krátkodobou půjčku rozdělit do pěti kategorií: bez vysokoškolského titulu, podnájemníci, Afroameričané, lidé s výdělkem pod 40 tisíc dolarů ročně a rozvedení/singl. Tito lidé s ní zpravidla hradí běžné životní výdaje během měsíce. Průměrný zájemce je zadlužený pět měsíců v roce. Pravděpodobnost užití krátkodobé půjčky se zvyšuje, pokud jedinec nemá konto v bance nebo nemá přístup k tradičnímu bankovnímu účtu, není tedy schopen dosáhnout na klasický nízko-úrokový úvěr. Protože jsou poplatky za krátkodobou půjčku mnohem vyšší než od tradičních bank, jsou tito jedinci a jejich celé rodiny finančně ještě více zatíženy a jejich finanční zdroje jsou po splacení nižší než před půjčkou. Následkem jsou tzv. dluhové pasti. Ty se často uvádí jako nejčastější odůvodnění pro silnější regulace, a to dokonce i za předpokladu, že zájemce rozumí všem následkům.

### Česko
V Česku jsou krátkodobé půjčky povolené a výše jejich RPSN není nikterak omezena, avšak podle zákona o spotřebitelském úvěru musí být výše RPSN poskytnuta před uzavřením smlouvy, uváděna v reklamě atp.

## Podmínky

### Výše úrokové sazby
Výše úrokové sazby a RPSN u krátkodobých nebankovních půjček se liší společnost od společnosti (od 0 % po 7498 % procent)[zdroj?], ale obecně platí, že jsou mnohem vyšší než u klasických bankovních půjček. To je dáno tím, že výše obvyklých úroků by z menší částky a na krátkou dobu ani zdaleka nepokryla výdaje poskytovatele na zřízení půjčky a také tím, že jsou poskytovány žadatelům, u nichž je vyšší riziko, že půjčku nesplatí v řádném termínu.

### Doba splatnosti
Dobu splatnosti je možné si individuálně nastavit – zpravidla bývá přesně třicet dní. Čím je tato doba kratší, tím nižší je poplatek za půjčku. U mnohých poskytovatelů je možné si půjčit i na jediný den.

### Zajištění úvěru
- Zástavním právem k movité, či nemovité věci
- Zástavním právem k akciím či podílu žadatele
- Zástavním právem k pohledávkám z budoucích kupních/nájemních smluv dle druhu obchodu
- Předmět zástavy musí být pojištěn a pojistné vinkulováno ve prospěch společnosti, která poskytla úvěr.